# 상민 (가수)
상민(본명: 이상민, 1992년 7월 7일 ~)은 대한민국의 보이그룹 크로스진의 전 멤버로 메인래퍼를 맡았었다. 2019년 계약종료로 팀을 탈퇴했다.